# 공리
공리(公理, 영어: axiom)는 논리학이나 수학 등의 이론체계에서 가장 기초적인 근거가 되는 명제(命題)이다. 증명할 필요가 없이 자명한 진리이자 다른 명제들을 증명하는 데 전제가 되는 원리로서 가장 기본적인 가정을 가리킨다.
지식이 참된 것이 되기 위해서는 근거가 필요하나 근거를 소급해 보면 더 이상 증명하기가 곤란한 명제에 다다른다. 이것이 바로 공리이다. 참고로 증명이 필요한 명제 중 증명이 완료된 명제를 정리라고 한다.
어떤 한 형식체계에 관한 논의를 위한 전제로 주어진 공리들의 집합을 공리계(公理系)라고 부른다. 한편, 공리를 그 전제로 시작하여, 연역적 수단에 의해 유도되는 명제는 정리(定理)라고 한다.
공리 외에 공준(公準, 영어: postulate)이라는 용어도 사용되며, '공리'가 여러 학문적 영역에서 공통으로 적용될 수 있는 자명한 가정을 가리킴에 반해, '공준'은 각 영역별로 자명하게 받아들여지는 가정을 일컫는 말이나 현대에 들어서는 이 두 단어를 같은 의미로 쓰는 경우가 일반적이다.

## 공리의 예
다음은 공리의 예이다.
- 명제 P가 성립한다면, 명제 'P 또는 Q'도 성립한다.
- 두 점이 주어졌을 때, 그 두 점을 통과하는 직선을 그을 수 있다. (유클리드 기하학)
- {\displaystyle a=b} 이면, {\displaystyle a+c=b+c}이다.
- 어떤 자연수에 대해서도, 그 수의 '다음' 자연수(따름수)가 존재한다. (페아노의 공리)
- 어떤 것도 포함하지 않는 집합(공집합)이 존재한다. (공리적 집합론)
- 집합 S와 조건식 P가 주어졌을 때, S의 원소 중에서, 조건 P(x)를 만족하는 x만으로 구성된 집합을 만들 수 있다. (공리적 집합론)

한편, 공리를 근거로 하여 증명되는 명제는 정리이다.
예) 삼각형의 내각의 합은 180도이다. (유클리드 기하학)

## 역사
영어: axiom 액시엄[*]의 어원은 고대 그리스어: ἀξίωμα 악시오마[*]이며, '가치가 있다 간주되거나 그 자체로 명백하다'라는 의미를 가지고 있다. 이 단어의 개념이 기술된 현존하는 문서 중 가장 오래된 것은, 기원전 300년 경에 그리스에서 쓰인 에우클레이데스의 원론이다.
원론 제1권에는 다음 5개의 공리(또는 공준)가 열거되어 있다.
- 두 점이 주어졌을 때, 그 두 점을 통과하는 직선을 그을 수 있다.
- 임의의 선분을 직선으로 연장할 수 있다.
- 한 점을 중심으로 임의의 반경의 원을 그릴 수 있다.
- 모든 직각은 서로 같다.
- 임의의 직선이 두 직선과 교차할 때, 교차되는 각의 내각의 합이 두 직각(180도)보다 작을 때, 두 직선을 계속 연장하면 두 각의 합이 두 직각보다 작은 쪽에서 교차한다. (평행선의 공리, 제5공리)

제5공리는, '평행선의 엇각은 같다', '한 직선의 바깥의 어떤 점을 지나면서 그 직선과 평행한 직선은 하나가 있다'라는 명제와 동치인 것으로 알려져 있으며, '평행선의 공리'라고도 불린다. 이 공리는 다른 네 공리와는 달리 자명하지 않아, 이 공리를 다른 네 공리에서 유도할 수 있는가를 둘러싸고 의문이 이어왔다. (평행선의 문제)
19세기에 접어들어, 카를 프리드리히 가우스, 보여이 야노시, 니콜라이 로바쳅스키 등에 의해, 유클리드의 최초의 4개의 공리가 성립하면서, 제5공리가 성립하지 않는 기하학 체계(쌍곡기하학)가 구성되게 되었다. 제5공리를 가정으로 발전된 기하학(유클리드 기하학)에 대하여, 쌍곡기하학처럼 최초의 4개 공리는 만족하나 제5공리를 만족하지 않는 기하학을 비유클리드 기하학이라 부른다. 쌍곡기하학의 발견으로, 서로 양립하지 않는 전제에 근거하여 여러 가지 수학의 체계가 있을 수 있음이 인식되게 되었다.
20세기를 필두로, 다비트 힐베르트를 중심으로 수학의 추상화 및 형식화가 추진되며, 공리에 의거하여 이론을 전개하려는 입장이 강조되었다. 공리계에서 얻어야 할 타당성으로 모순이 유도되지 않을 것, 반드시 성립할 명제는 모두 증명이 가능할 것 등이 여기서 언급되었다.
힐베르트는 유한의 데이터에 의해 결정되며 타당성을 갖춘 공리계를 바탕으로 수학을 여러 영역의 전개에 힘썼다. 힐베르트의 생각은 펠릭스 하우스도르프의 위상 공간 이론, 니콜라 부르바키의 수학의 재편성 등을 통해 20세기 수학에 큰 영향을 끼쳤다. 그러나 1931년 쿠르트 괴델이 제창한 괴델의 불완전성 정리에 의해 '보통의 수학'(자연수론)의 형식화의 한계가 밝혀지며, 완전하고 모순이 없는 공리계로 형식화하는 것은 불가능함이 밝혀졌다.

## 같이 보기
- 에우클레이데스의 원론
- 다비트 힐베르트
  - 힐베르트 공리계
- 연역
- 형식주의